# Aquäduktbrücke über den Loing
Die Aquäduktbrücke über den Loing (französisch pont-aqueduc du Loing) führt den Aqueduc de la Vanne über den Loing, also die rund 156 Kilometer lange Wasserleitung, die in den Jahren 1866 bis 1874 von Eugène Belgrand zur Verbesserung der Wasserversorgung von Paris errichtet wurde und nach wie vor in Betrieb ist.

## Beschreibung
Die Aquäduktbrücke steht am südlichen Rand von Moret-sur-Loing nahe der parallel verlaufenden Départementstraße D606, der ehemaligen Route nationale 6 mit dem Viaduc de Moret-sur-Loing. Sie überquert (von Westen nach Osten) den Loing,  den Canal du Loing und die Orvanne.
Auf der Aquäduktbrücke liegt der insgesamt 2357 m lange Siphon, mit der die Wasserleitung das Tal des Loing überquert. Der Siphon bestand ursprünglich aus zwei parallelen gusseisernen Rohren von 1,10 m Innendurchmesser. Später wurde eine dritte Leitung hinzugefügt und die Brücke entsprechend verbreitert. Der Siphon beginnt etwa 1 km östlich der Brücke bei dem heutigen Kreisverkehr der D606. Im Westen endet er nach einem rund 800 m langen unterirdischen Abschnitt und einer eisernen Brücke, auf der er eine tiefer liegende Bahnstrecke überquert.
Das Brückenbauwerk selbst ist 584 m lang. Es besteht aus der eigentlichen Brücke über den Loing, den Canal du Loing und die Orvanne mit fünf Korbbögen und lichten Weiten von 12 + 30 + 35 + 30 + 12 m sowie einer Serie gleicher, kleinerer Bögen im Hochwasserbett. Eugène Belgrand nennt 33 Bögen, in den Aufrissen sind jedoch über 40 kleine Bögen gezeichnet. Wie bei der größeren Aquäduktbrücke über die Yonne ist auch die über den Loing aus béton aggloméré nach dem System von Coignet, also aus Stampfbeton gebaut und weist ebenfalls die von schmalen Scheiben getragenen Rundbögen in den Bogenzwickeln auf, die die Brückentafel tragen.